# Milton Queiroz da Paixão
Milton Queiroz da Paixão (n. 1 aprilie 1958, Rio de Janeiro, Districtul Federal⁠(d), Brazilia) este un fost fotbalist brazilian.
Între 1979 și 1990, Tita a jucat 31 de meciuri și a marcat 6 goluri pentru echipa națională a Braziliei. Tita a jucat pentru naționala Braziliei la Campionatul Mondial din 1990.

## Statistici
| Brazilia | Brazilia | Brazilia |
| An       | Meciuri  | Goluri   |
| -------- | -------- | -------- |
| 1979     | 4        | 2        |
| 1980     | 3        | 1        |
| 1981     | 7        | 2        |
| 1982     | 0        | 0        |
| 1983     | 8        | 1        |
| 1984     | 2        | 0        |
| 1985     | 0        | 0        |
| 1986     | 0        | 0        |
| 1987     | 0        | 0        |
| 1988     | 0        | 0        |
| 1989     | 6        | 0        |
| 1990     | 1        | 0        |
| Total    | 31       | 6        |